# Kékfarkú minla
A kékfarkú minla (Minla cyanouroptera) a madarak osztályának verébalakúak (Passeriformes) rendjébe és a Leiothrichidae családjába tartozó faj.

## Rendszerezése
A fajt Brian Houghton Hodgson angol termésettudós írta le 1837-ben, Siva Cyanouroptera néven. Egyes szervezetek jelenleg is ide sorolják, de más szervezetek az Actinodura nembe helyezik Actinodura cyanouroptera néven.

## Alfajai
- Minla cyanouroptera aglae (Deignan, 1942)
- Minla  cyanouroptera cyanouroptera (Hodgson, 1837)
- Minla  cyanouroptera orientalis (Robinson & Kloss, 1919)
- Minla  cyanouroptera rufodorsalis (Engelbach, 1946)
- Minla  cyanouroptera sordida (Hume, 1877)
- Minla  cyanouroptera sordidior (Sharpe, 1888)
- Minla  cyanouroptera wingatei (Ogilvie-Grant, 1900)
- Minla  cyanouroptera wirthi (Collar, 2011)[1]

## Előfordulása
Dél- és Délkelet-Ázsiában, Bhután, Kambodzsa, Kína, Hongkong, India, Laosz, Malajzia, Mianmar, Nepál, Thaiföld és Vietnám területén honos. 
Természetes élőhelyei a szubtrópusi vagy trópusi hegyi esőerdők és magaslati cserjések. Nem megfelelő körülmények hatására, alacsonyabb területekre vonul.

## Megjelenése
Testhossza 14–15,5 centiméter, testtömege 14–28 gramm.
|  |

## Életmódja
Rovarokkal, bogyókkal és magvakkal táplálkozik.

## Természetvédelmi helyzete
Az elterjedési területe rendkívül nagy, egyedszáma viszont csökkenő, de még nem éri el a kritikus szintet. A Természetvédelmi Világszövetség Vörös listáján nem fenyegetett fajként szerepel.